# متال اسلاگ ۲
«متال اسلاگ ۲» (انگلیسی: Metal Slug 2) یک بازی ویدئویی است که توسط D4 Enterprise و در سال ۱۹۹۸ و در پلت‌فرم‌های بازی آرکید، Neo Geo، پلی‌استیشن، اندروید، و آی‌اواس منتشر شده‌است.